# 王千源事件

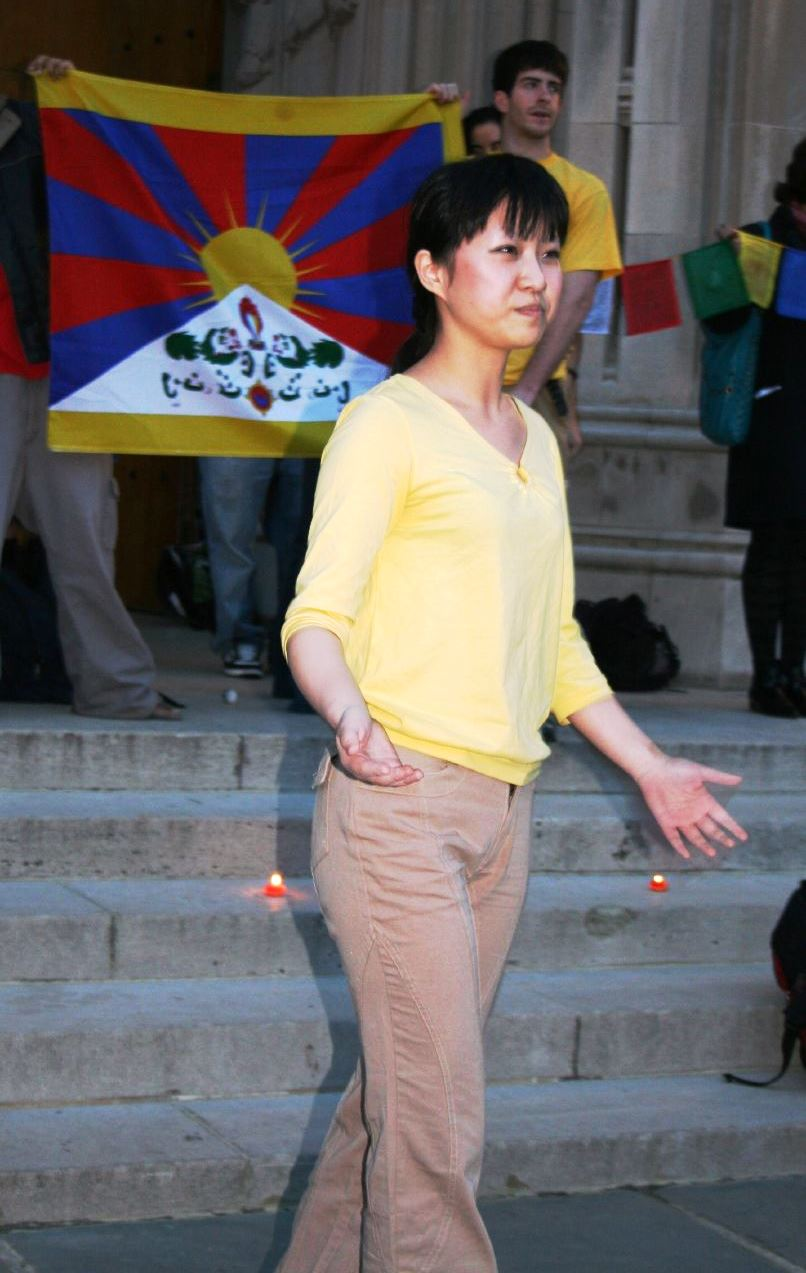
美國杜克大學學生王千源在西藏-圖博雪山獅子旗與公眾前闡釋自由西藏-圖博理念

王千源事件是2008年4月发生于美国校园并在中文互联网上引起巨大争议的一次事件。美国杜克大学一年级中国女留学生王千源（原名：王佳妮），2008年4月9日在杜克大学内的一次支持中國政府与支持西藏流亡政府的示威中，被部分中國留学生和網民指以支持藏独的立场出现，并被指称为“汉奸”，在中国国内外引起巨大爭議，并引发了一系列大量针对王及其家人的谴责言论和攻擊。4月17日CCTV网站在首页上将其称为“最丑陋留学生”。 王千源本人则辩称自己是以中间调停人的身份出现，并否认自己支持藏独。 事件受到包括各华文媒体和《纽约时报》和《华盛顿邮报》等西方媒体的关注。

## 事件起因
2008年4月9日，受到奥运火炬传递风波的影响，杜克大学内同时举行了支持中華人民共和國政府与支持西藏流亡政府的示威。
王千源首先在东校区出现，与中国学生用英文辩论，并为藏独支持者在背上书写“Free Tibet, Save Tibet”的标语。后来又出现在西校区两边示威人群当中，摆出了“T”手势，并試圖與雙方領導人接觸，促使他們對話，但遭雙方拒絕。后来和反藏独学生争论，引起了在场许多华人的注意，并被拍摄了照片，视频。并有中國报道称，王千源接受美国全国公共广播电台(NPR)采访时，说她对布什總統表态说不抵制北京奥运非常失望。NPR4月18日與22日的采访提到王千源，談話中並沒有提到布什總統。
据《纽约时报》引述，当时王劝说一名支持藏独示威的组织者不要针对杜克学生，应该与对方对话，该组织者表示对话不会有任何帮助。文章同时提到一名中国学生，称王“虽然自称调停人，但并没有跟任何组织者沟通。”，并称当时仅有少数留学生对她比较愤怒，但有很多学生试图保护她，事实上大多数人不认为她罪大恶极、必须受这样的对待。
王千源接受杜克大学校报《Chronicle》的采访时，责怪杜克的中国学生学者联谊会（CSSA）透过电子邮件系统，协助散播她的个人资讯。三名中国学生学者联谊会的成员在一份公开信件中解释，邮件清单是对外公开的，他们也认为那些对王千源的言语攻击是“折磨且可恶的”，所有王千源的个人资讯与冒犯文章均已移除。
事后，为支持自由西藏人士写标语，摆出“T”手势（由于类似手势被当时的很多藏独支持者使用，被许多人认为是反对北京奥运口号“One World, One Dream”的手势，或代表“西藏”（Tibet）），及将西藏的雪山狮子旗与香港区旗相提并论激怒了当时在场的部分华人学生，后来有人将王的照片和相关视频上传到网上，称之为“汉奸”。

## 民众反应
王千源的照片和视频迅速在网上流传，大量网民谴责其支持藏独，分裂祖国，网上还充斥着对王的辱骂和威胁。随后王的个人资料（包括其生日、身份证号码、住址、学校和父母的姓名和工作单位）都被公布到网上。王收到大量威胁恐吓的电子邮件，王千源的朋友在一封信上称，王在青岛的住所被人用石头攻击，还有照片称说其住所被人潑糞、投擲花盆及涂鸦。王在接受自由亞洲電臺采訪時表示由于受到騷擾，她當前已經沒法去上課，正受到當地警方的保護。

## 回应
当日，为了澄清自己的立场，王千源写了一封对杜克校友的公开信，主张对西藏既是中国领土，在该议题上要谨慎行事：
孙子曰：穷寇莫追。亦言：损刚益柔。老子云：上善若水。战略上，攻心为上。天时不如地利，地利不如人和。成大事者，能忍人之不能忍，方为人所不能为。为中华之崛起，此方为用人之时，我们要有容人之度，容人之量。我不是让你消极等待，而是积极备战，消除怒气，头脑才会清晰，思维才能敏捷，决断才会正确，看清局势，方可从容应对。两个拳师相对，聪明的拳师往往后退一步，让对方露出破绽，然后一招致命。愚蠢的拳师一上来便大施拳脚，使出全部看家本领，反而会被对方摸出门路，为敌牵制。如今我们初来美国，立身未稳，如此头脑发热，意气用事，后果不堪设想。岂不闻“棍棒之下无孝子”，拳头威逼之下，别人的满口应承哪里能是真心？因而应该以德治国，以理服人，退避三舍而后发，卧薪尝胆而后能，而非图一时之快，争一朝之胜负。汉武帝的“有为而治”之初用了一招非常厉害的“无为而治”的“推恩令”，表面上遵从各藩属国的意愿，恩泽四方，实则将大国化为无数无法作为的小国，矛盾自解。我们应该努力让道义的天平倾向于自己，把舆论压力留给对手，让他们的拳头打在蜘蛛网上，让其像小丑一般自讨苦吃，何必苦苦相争，反而给自己造成无限烦恼？
针对民众对她的指控，她在接受《明報》采訪時一一做出回应。她称自己从来没有举起过雪山狮子旗。并称網上流傳其父的《謝罪信》和一篇「室友博客」均为伪造。此外，她称自己的手势意思是让双方暂停争吵；帮人写的“Free Tibet”意为自由，而非独立。
4月18日，自由亞洲電臺播出對王千源的獨家專訪，王對中國民眾的圍攻表示：
我感到很意外。但他们可以这样对我，也可以这样对别人。我只是他们的一个靶子。中国人现在这种很奇怪的“愤青”状态是心理不平衡的一种表现，是一种变态的所谓爱国方式，但实际上绝对不是在爱国。他们标榜自己，攻击别人。
她并表示這像是歷史回潮，與文化大革命十分相似。她又表示秦朝滅亡的原因在于暴政。
王千源后来在接受美国全国公共广播电台采访时称：“当时双方的观点都很典型，都不了解实情，我想促使他们对话。”她在随后接受媒体采访时称自己“并不是那些想伤害中国的‘汉奸’的一员”，而是想澄清真相，“抵制網絡暴行的蔓延”。

## 后续发展
2009年3月，王千源参加“西藏抗暴50周年既自由之路浮雕群揭幕大会”并做了演讲。